# Eugenia ignambiensis
Eugenia ignambiensis är en myrtenväxtart som beskrevs av Baker f.. Eugenia ignambiensis ingår i släktet Eugenia och familjen myrtenväxter.
Artens utbredningsområde är Nya Kaledonien. Inga underarter finns listade i Catalogue of Life.